# Bashir Salahuddin
Bashir Salahuddin (Chicago, Illinois, 6 de julio de 1976) es un actor estadounidense.

## Temprana edad y educación
Salahuddin nació y se crio en el lado sur de Chicago (Illinois). Su padre es originario de Panamá y se mudó a Chicago con su familia cuando era niño. Su madre creció en el West Side de Chicago. Se conocieron cuando ambos eran estudiantes en la Universidad del Sur de Illinois y se convirtieron al Islam a principios de la década de 1970. Sus padres se divorciaron a principios de la década de 2000. Salahuddin creció con tres hermanos y dos hermanas y tiene dos hermanos menores del segundo matrimonio de su padre. El padre de Salahuddin trabajaba como mecánico de aviones para Midway Airlines en el Aeropuerto Internacional Midway de Chicago. Como miembros de la familia de un empleado de la aerolínea, la familia pudo volar en muchos viajes de reserva a través de los Estados Unidos. Le da crédito a su padre por inculcarle lo que él llama la ética de trabajo del inmigrante.
Salahuddin era un estudiante de medicina en la Universidad de Harvard y se graduó en 1998. Actuó en varias producciones teatrales, incluso en el Hasty Pudding. También conoció y se hizo amigo de Diallo Riddle, quien se convertiría en su compañero de escritura. En su tercer año en Harvard, Salahuddin decidió que quería ser actor y asistió al programa de formación del Teatro Hangar.

## Carrera profesional
Después de graduarse de Harvard, Salahuddin regresó a Chicago y trabajó como asistente legal con el fin de ahorrar dinero para poder mudarse a Los Ángeles. Cuando llegó a Los Ángeles a principios de la década de 2000 trabajó como PA en Warner Bros. y como mesero. Al no obtener el trabajo que querían, Salahuddin y Riddle comenzaron a hacer sus propios videos web. David Alan Grier vio sus videos y los contrató como equipo de redacción en su programa Chocolate News en 2008. Luego, Jimmy Fallon les pidió que se unieran al equipo de redacción de Late Night with Jimmy Fallon y se mudaron a Nueva York. Permanecieron en el programa durante cuatro años. 
En enero de 2016 se confirmó que la serie de comedia de media hora Brothers in Atlanta (basada en un piloto de 2013) que HBO había encargado a Salahuddin y Riddle había sido cancelada. En marzo de 2016 fue elegido como el protagonista masculino en una comedia piloto de Hulu, Crushed, coprotagonizada por Regina Hall. En junio de 2016, la productora Lionsgate anunció que trasladaría la producción del piloto de Carolina del Norte a Canadá debido a que el gobernador de Carolina del Norte firmó una controvertida ley anti-LGBT e incentivos fiscales.disponible para la producción en Vancouver.
Como actor ha aparecido en Superstore, Snatched, Arrested Development, Single Parents, Looking y The Mindy Project. Fue elegido como un personaje recurrente en el programa GLOW de Netflix que se estrenó en el 2017.
Junto con Riddle creó el programa de comedia South Side que se estrenó en Comedy Central el 24 de julio de 2019. El programa se centra en dos recién graduados de un colegio comunitario que intentan convertirse en empresarios en el lado sur de Chicago interpretados por el hermano de Salahuddin, Sultan y Kareme Young. Salahuddin, su esposa Chandra Russell y Riddle también protagonizan.
Salahuddin y Riddle también crearon el programa de comedia Sherman's Showcase que se estrenó en IFC el 31 de julio de 2019. El programa es en parte una parodia y en parte un homenaje a programas como Soul Train, American Bandstand y The Midnight Special. Las estrellas invitadas incluyen a John Legend, Questlove, Quincy Jones, Natasha Bedingfield, Tiffany Haddish y Eliza Coupe.
En 2018 se anunció que Salahuddin fue elegido para el drama de acción de 2022 de Tom Cruise, Top Gun: Maverick. En 2019 fue elegido para un papel principal en The 24th, una película sobre el Vigésimo Cuarto Regimiento de Infantería de los Estados Unidos totalmente negro y el motín de Houston de 1917. La película está coescrita y dirigida por Kevin Willmott. Más recientemente, Salahuddin y Riddle firmaron un contrato con Warner Bros. Television.